# Кипка
Ки́пка (рос. Кыпка) — присілок в Глазовському районі Удмуртії, Росія.

## Населення
Населення — 55 осіб (2010; 70 в 2002).
Національний склад станом на 2002 рік:
- удмурти — 81 %

## Відомі люди
У присілку народився Караваєв Арсеній Васильович — голова Верховної ради Удмуртської АРСР та голова президії Верховної ради Удмуртської АРСР.

## Урбаноніми[3]
- вулиці — Кипкинська, Шкільна